# Listă de filme produse de Paramount Pictures
Listă de filme produse de Paramount Pictures pe ani calendaristici:

### Anii 1910
- Les Amours de la Reine Élisabeth (1912)
- The Daughter of the Hills (1913)
- The Bad Buck of Santa Ynez (1914)
- The Day of Days (1914)
- The Spitfire (1914)
- The Eagle's Mate (1914)
- The Lost Paradise (1914)
- The Virginian (1914)
- The Unwelcome Mrs. Hatch (1914)
- The Making of Bobby Burnit (1914)
- Such a Little Queen (1914)
- Marta of the Lowlands (1914)
- Where the Trail Divides (1914)
- Wildflower (1914)
- The County Chairman (1914)
- What's His Name (1914)
- Behind the Scenes (1914)
- His Last Dollar (1914)
- The Man from Mexico (1914)
- Ready Money (1914)
- The Man from Home (1914)
- The Straight Road (1914)
- Rose of the Rancho (1914)
- Aristocracy (1914)
- Mrs. Black Is Back (1914)
- The Circus Man (1914)
- The Ghost Breaker (1914)
- The Conspiracy (1914)
- The Crucible (1914)
- The Sign of the Cross (1914)
- Cameo Kirby (1914)
- Cinderella (1914)
- The Million (1914)
- The Foundling (1915)
- The Girl of the Golden West (1915)
- The Dancing Girl (1915)
- The Morals of Marcus (1915)
- Young Romance (1915)
- The Goose Girl (1915)
- After Five (1915)
- Mistress Nell (1915)
- Her Triumph (1915)
- The Bachelor's Romance (1915)
- The Warrens of Virginia (1915)
- The Country Boy (1915)
- David Harum (1915)
- The Love Route (1915)
- A Gentleman of Leisure (1915)
- The Governor's Lady (1915)
- Gretna Green (1915)
- Are You A Mason? (1915)
- The Commanding Officer (1915)
- The Unafraid (1915)
- Niobe (1915)
- When We Were Twenty-One (1915)
- Snobs (1915)
- May Blossom (1915)
- The Captive (1915)
- The Woman (1915)
- Fanchon, the Cricket (1915)
- The Moth and the Flame (1915)
- Stolen Goods (1915)
- The Wild Goose Chase (1915)
- The Pretty Sister of Jose (1915)
- Jim the Penman (1915)
- The Dawn of a Tomorrow (1915)
- The Arab (1915)
- Gambier's Advocate (1915)
- The Dictator (Dictatorul) (1915)
- Chimmie Fadden (1915)
- Little Pal (1915)
- The Clue (1915)
- Kindling (1915)
- The Fighting Hope (1915)
- The Seven Sisters (1915)
- The Puppet Crown (1915)
- Rags (1915)
- Sold (1915)
- The Secret Orchard (1915)
- The Marriage of Kitty (1915)
- Helene of the North (1915)
- Poor Schmaltz (1915)
- The Heart of Jennifer (1915)
- The Incorrigible Dukane (1915)
- Esmeralda (1915)
- Out of the Darkness (1915)
- The Case of Becky (1915)
- The Voice in the Fog (1915)
- The Explorer (1915)
- The Fatal Card (1915)
- A Girl of Yesterday (1915)
- The White Pearl (1915)
- Blackbirds (1915)
- The Chorus Lady (1915)
- The Secret Sin (1915)
- The Masqueraders (1915)
- Carmen (1915)
- Still Waters (1915)
- Madame Butterfly (1915)
- Zaza (1915)
- The Mummy and the Hummingbird (1915)
- Bella Donna (1915)
- Armstrong's Wife (1915)
- Chimmie Fadden Out West (1915)
- The Prince and the Pauper (1915)
- Mr. Grex of Monte Carlo (1915)
- The Unknown (1915)
- The Cheat (1915)
- The Immigrant (1915)
- The Old Homestead (1915)
- Lydia Gilmore (1915)
- Temptation (1915)

### Anii 1920
- Dr. Jekyll and Mr. Hyde* (1920)
- The Ten Commandments* (1923, cu secvențe Technicolor)
- Wanderer of the Wasteland (1924, primul film Paramount în întregime Technicolor, acum pierdut)
- Hotel Imperial (1927)
- Wings (1927; câștigător al primului "Best Picture" Academy Award)
- The Wedding March (1928, cu secvențe Technicolor)
- Redskin (1928, cu secvențe Technicolor)
- Interference (1928, Primul audio al lui Paramount)
- Applause (1929)
- The Love Parade (1929)
- The Canary Murder Case (1929)
- The Cocoanuts (1929, drepturi deținute acum de Universal Pictures)
- Glorifying the American Girl (1929, cu secvențe Technicolor)

### Anii 1930
- The Vagabond King (1930, primul film Paramount Technicolor în întregime vorbit)
- Follow Thru (1930, al doilea film Paramount Technicolor în întregime vorbit)
- Morocco (1930)
- Grumpy (1930)
- Paramount on Parade (1930, cu secvențe Technicolor)
- Animal Crackers (1930, drepturi deținute acum de Universal Pictures)
- Tarnished Lady (1931)
- Monkey Business (1931, drepturi deținute acum de Universal Pictures)
- Dr. Jekyll and Mr. Hyde (1931, drepturi deținute acum de MGM->MGM/UA->Turner->Time Warner)
- One Hour with You (1932)
- The Sign of the Cross (1932)
- Trouble in Paradise (1932)
- Shanghai Express (1932)
- Love Me Tonight (1932)
- Horse Feathers (1932, drepturi deținute acum de Universal Pictures)
- She Done Him Wrong (1933)
- Duck Soup (1933, drepturi deținute acum de Universal Pictures)
- I'm No Angel (1933)
- Cleopatra (1934)
- It's a Gift (1934)
- The Lives of a Bengal Lancer (1935)
- Scrooge (1935)
- Go West, Young Man (1936), bazat pe Lawrence Riley's Personal Appearance
- The Jungle Princess  (1936)
- The Plainsman* (1936)
- The General Died at Dawn (1937)
- Easy Living (1937)
- Union Pacific (1938)
- Beau Geste (1939)
- King of Chinatown (1939)
- Midnight (1939)
- Gulliver's Travels* (1939)

### Anii 1940
- Road to Singapore (1940)
- Road to Zanzibar (1941)
- The Lady Eve (1941)
- Hold Back the Dawn (1941)
- Mister Bug Goes to Town (1941, drepturi deținute acum de Republic Pictures/Lionsgate)
- Sullivan's Travels (1941)
- Reap the Wild Wind (1942)
- The Palm Beach Story (1942)
- Road to Morocco (1942)
- This Gun for Hire (1942)
- Holiday Inn (1942)
- So Proudly We Hail! (1943)
- For Whom the Bell Tolls (1943, drepturi deținute acum de Universal Pictures)
- The Miracle of Morgan's Creek (1944)
- Double Indemnity (1944, drepturi deținute acum de Universal Pictures)
- Going My Way (1944)
- The Lost Weekend (1945, drepturi deținute acum de Universal Pictures)
- It's a Wonderful Life (1946, drepturi de distribuție)
- Road to Utopia (1946)
- The Blue Dahlia (1946)
- To Each His Own (1946)
- The Strange Love of Martha Ivers (1946)
- My Favorite Brunette (1947)
- Road to Rio (1947)
- Unconquered (1947, drepturi deținute acum de Universal Pictures)
- The Big Clock (1948)
- Sorry, Wrong Number (1948)
- A Foreign Affair (1948, drepturi deținute acum de Universal Pictures)
- The Paleface (1948, drepturi deținute acum de Universal Pictures)
- The Heiress (1949, drepturi deținute acum de Universal Pictures)
- My Friend Irma (1949)
- Samson and Delilah (1949)

### Anii 1950
- Sunset Boulevard (1950)
- The African Queen (Regina africană) (1951, drepturi de distribuție)
- The Mating Season (1951)
- A Place in the Sun (1951)
- Detective Story (1951)
- The Greatest Show on Earth (1952)
- Road to Bali* (1952)
- Come Back, Little Sheba (1952)
- Roman Holiday (1953)
- Shane (1953)
- Stalag 17 (1953)
- Războiul Lumilor (1953)
- The Country Girl (1954)
- Rear Window (1954, drepturi deținute acum de Universal Pictures)
- White Christmas (1954)
- Sabrina (1954)
- The Rose Tattoo (1955)
- To Catch a Thief (1955)
- The Desperate Hours (1955)
- The Trouble with Harry (1955, drepturi deținute acum de Universal Pictures)
- The Rainmaker (1956)
- The Leather Saint (1956)
- The Man Who Knew Too Much (1956, drepturi deținute acum de Universal Pictures)
- The Ten Commandments (1956)
- War and Peace (1956) (producție americano-italiană)
- Gunfight at the O.K. Corral (1957)
- Fear Strikes Out (1957)
- Funny Face (1957)
- The Tin Star (1957)
- The Matchmaker (1958)
- Teacher's Pet (1958)
- Vertigo (1958, drepturi deținute acum de Universal Pictures)
- The Blob (1958) (distributor)
- Li'l Abner (1959)
- The Five Pennies (1959)
- Last Train from Gun Hill* (1959)

### Anii 1960
- The Savage Innocents (1960)
- G.I. Blues (1960)
- The Rat Race (1960)
- Under Ten Flags (1960) (producție americano-italiană)
- Heller in Pink Tights (1960)
- The Bellboy (1960)
- It Started in Naples (1960)
- Psycho (1960, numai distribuitor; drepturi deținute acum de Universal Pictures)
- The Big Night (1960)
- The Boy Who Stole a Million (1960)
- Walk Like a Dragon (1960)
- Chance Meeting (1960)
- The World Of Suzie Wong (1960)
- Cinderfella (1960)
- Circus Stars (1960) (distributor)
- Visit to a Small Planet (1960)
- Conspiracy of Hearts (1960) (distribuitor american) (producție britanică)
- Five Branded Women (1960) (producție americano-italiană)
- In the Wake of a Stranger (1960)
- Jack the Ripper (1960) (distribuitor american) (producție britanică)
- A Touch of Larceny (1960) (distribuitor american) (producție britanică)
- Prisoner of the Volga (1960)
- Tarzan the Magnificent (1960) (distributor)
- A Breath of Scandal (1960)
- Man-Trap (1961)
- Blueprint for Robbery (1961)
- All in a Night's Work (1961)
- Love in a Goldfish Bowl (1961)
- Blood and Roses (1961) (producție franceză/italiană)
- On the Double (1961)
- Blue Hawaii (1961)
- Breakfast at Tiffany's (1961)
- The Pleasure of His Company (1961)
- Foxhole in Cairo (1961) (distribuitor american) (producție britanică)
- Hey, Let's Twist! (1961)
- One-Eyed Jacks* (1961)
- The Ladies Man (1961)
- The Counterfeit Traitor (1962)
- Forever My Love (1962)
- Brushfire (1962)
- The Errand Boy (1962)
- The Pidgeon That Took Rome (1962)
- Girls! Girls! Girls! (1962)
- It's Only Money (1962)
- The Siege of Syracuse (1962) (producție italiană)
- Hell is for Heroes (1962)
- Too Late Blues (1962)
- Hatari! (1962)
- My Geisha (1962)
- Escape from Zahrain (1962)
- Where the Truth Lies (1962) (distribuitor american) (producție franceză)
- Summer and Smoke (1962)
- Wonderful to Be Young (1962) (distribuitor american) (producție britanică)
- The Man Who Shot Liberty Valance (1962)
- Who's Got the Action? (1962)
- All the Way Home (1963)
- Papa's Delicate Condition (1963)
- Come Blow Your Horn (1963)
- Donovan's Reef (1963)
- Who's Minding the Store? (1963)
- Fun in Acapulco (1963)
- A New Kind of Love (1963)
- A Girl Named Tamiko (1963)
- The Nutty Professor (1963)
- Duel of the Titans (1963)
- My Six Loves (1963)
- Hud (1963)
- Wives and Lovers (1963)
- Love with the Proper Stranger (1963)
- Lady in a Cage (1964)
- Zulu (1964) (numai distribuție internațională, distribuită în S.U.A. de Embassy Pictures) (producție britanică)
- Seven Days in May (1964) (distribuție; drepturile deținute acum de Warner Bros.)
- Circus World (1964)
- The Carpetbaggers (1964)
- The Fall of the Roman Empire (Prăbușirea Imperiului Roman) (1964) (distributor)
- The Disorderly Orderly (1964)
- Law of the Lawless (1964)
- Becket (1964) (British production)
- Robinson Crusoe on Mars (1964)
- The Patsy (1964)
- Roustabout (1964)
- Ring of Treason (1964) (producție britanică)
- Son of Captain Blood (1964) (distribuitor american) (producție italiană)
- Stage to Thunder Rock (1964)
- Where Love Has Gone (1964)
- Walk a Tightrope (1964) (distribuitor american) (producție britanică)
- Who's Been Sleeping in My Bed? (1964)
- Paris, When It Sizzles (1964)
- Crack in the World (1965)
- The Sons of Katie Elder (1965)
- Sands of the Kalahari (distribuitor american) (producție britanică)
- Red Line 7000 (1965)
- Beach Ball (1965)
- Black Spurs (1965)
- A Boy Ten Feet Tall (1965) (producție britanică)
- Dr. Terror's House of Horrors (1965) (distribuitor american) (producție britanică)
- Harlow (1965)
- In Harm's Way (1965)
- The Family Jewels (1965)
- Revenge of the Gladiators (1965) (distribuitor american) (producție italiană)
- The Spy Who Came in from the Cold (1965) (distributor) (producție britanică)
- Situation Hopeless ... But Not Serious (1965)
- The Slender Thread (1965)
- The Skull (1965) (distribuitor american) (producție britanică)
- The Amorous Adventures of Moll Flanders (1965) (distributor) (producție britanică)
- Sylvia (1965)
- Boeing Boeing (1965)
- Town Tamer (1965)
- Young Fury (1965)
- The Girls on the Beach (1965)
- Apache Uprising (1966)
- Judith (1966)
- Promise Her Anything (1966)
- Kid Rodelo (1966) (producție spaniolă)
- Johnny Reno (1966)
- The Night of the Grizzly (1966)
- The Psychopath (1966) (distribuitor american) (producție britanică)
- The Last of the Secret Agents? (1966)
- Paradise, Hawaiian Style (1966)
- Nevada Smith (1966)
- The Naked Prey (1966) (distributor)
- Assault on a Queen (1966)
- This Property is Condemned (1966)
- Alfie (1966) (distribuitor american) (producție britanică)
- Waco (1966)
- Bolshoi Ballet '67 (1966) (producție rusă)
- Seconds (1966)
- Is Paris Burning? (1966) (producție franco-americană)
- The Swinger (1966)
- Funeral in Berlin (1966) (distribuitor american) (producție britanică)
- Arrivederci, Baby (1966)
- Warning Shot (1967)
- Red Tomahawk (1967)
- Hurry Sundown (1967)
- Oh Dad, Poor Dad, Mama's Hung You in the Closet and I'm Feeling So Sad (1967)
- Hired Killer (1967) (producție italo-franceză)
- C'mon, Let's Live a Little (1967)
- The Busy Body (1967)
- Easy Come, Easy Go (1967)
- The Vulture (1967) (distribuitor american) (producție britanică)
- Africa - Texas Style! (1967) (distribuitor american) (producție britanică)
- The Deadly Bees (1967) (distribuitor american) (producție britanică)
- Barefoot in the Park (1967)
- El Dorado (1967)
- Gunn (1967)
- The Sea Pirate (1967) (producție franco-italiană)
- The Spirit is Willing (1967)
- Hostile Guns (1967)
- Chuka (1967)
- The Upper Hand (1967) (distribuitor SUA) (producție franceză)
- Tarzan and the Great River (1967)
- Two Weeks in September (1967) (distribuitor american) (producție franceză)
- Fort Utah (1967)
- The Penthouse (1967) (distribuitor american) (producție britanică)
- Waterhole #3 (1967)
- The Gentle Giant (1967)
- The Long Duel (1967) (distribuitor american) (producție britanică)
- The Last Safari (1967) (distribuitor american) (producție britanică)
- The Stranger (1967) (producție franco-italiană)
- Smashing Time (1967) (distribuitor american) (producție britanică)
- The President's Analyst (1967)
- Half a Sixpence (1968) (distributor) (producție britanică)
- Once Upon a Time in the West (1968) (producție americano-italiană)
- Villa Rides (1968)
- Rosemary's Baby (1968)
- Romeo and Juliet (1968)
- Goodbye, Columbus (1969)
- My Side of the Mountain (1969)
- The Italian Job (1969) (distributor; producție britanică)
- Paint Your Wagon (1969)
- The Sterile Cuckoo (1969)

### Anii 1970
- Darling Lili (1970)
- Love Story (1970)
- On a Clear Day You Can See Forever (1970)
- Connecting Rooms (1970)
- The Out-of-Towners (1970; reface și în 1999)
- Waterloo (1970) (distribuitor american) (producție sovieto-italiană)
- A New Leaf (1971)
- Willy Wonka & the Chocolate Factory (1971, numai distribuție, acum deținută de Warner Bros.)
- Black Beauty (1971) (distribuitor american) (producție britanică)
- Harold and Maude (1971)
- The Godfather (1972)
- The Legend of Nigger Charley (1972)
- Charlotte's Web (1973 film)
- Paper Moon (1973)
- Save the Tiger (1973)
- Serpico (1973)
- Chinatown (1974)
- The Longest Yard (1974)
- The Parallax View (1974)
- Death Wish (1974, co-producție cu DeLaurentiis Productions, primele 3 sequel-uri produse de Cannon Films și sunt acum deținute de Metro-Goldwyn-Mayer)
- The Conversation (1974)
- The Godfather Part II (1974)
- The Great Gatsby (1974)
- The Little Prince (1974)
- Hustle (1975)
- The Day of the Locust (1975) (ultimul film cu sigla 1968-75)
- Nashville (1975) (primul film cu sigla 1975-87, co-producție cu ABC Entertainment)
- Three Days of the Condor (1975, co-producție cu DeLaurentiis Productions)
- Tarzoon: Shame of the Jungle (1975, co-producție cu Picha) (distribuitor pentru America Latină și Japonia)
- The Bad News Bears (1976)
- Hugo the Hippo (1976, co-producție cu Brut Productions) (distribuitor pentru America Latină și Japonia)
- Bugsy Malone (1976) (distribuitor din SUA, produs de The Rank Organisation, Goodtimes Enterprises și Robert Stigwood)
- The Last Tycoon (1976)
- Marathon Man (1976)
- King Kong (1976, co-producție cu DeLaurentiis Productions)
- The Bad News Bears in Breaking Training
- Looking for Mr. Goodbar (1977)
- Wizards (1977, co-producție cu Brut Productions) (distribuitor pentru America Latină și Japonia)
- Race for Your Life, Charlie Brown (1977)
- Saturday Night Fever (1977)
- Raggedy Ann & Andy: A Musical Adventure (1977, co-producție cu Richard Williams Productions) (distribuitor pentru America Latină și Japonia)
- Sorcerer (1977) (co-producție cu Universal Pictures)
- The Bad News Bears Go to Japan (1978)
- Days of Heaven (1978)
- Foul Play (1978)
- Grease (1978)
- Oliver's Story (1978)
- Sgt. Pepper's Lonely Hearts Club Band (1978, numai distribuție internațională, produsă de Universal Pictures și Robert Stigwood)
- Up in Smoke (1978)
- Apocalypse Now (1979)
- Prophecy (1979)
- Star Trek: The Motion Picture (1979)
- Starting Over (1979)
- The Warriors (1979)
- Meatballs (1979) (distributor)

### Anii 1980
- Airplane! (1980)
- American Gigolo (1980)
- Urban Cowboy (1980)
- Bon Voyage, Charlie Brown (1980)
- The Elephant Man (1980) (distribuitor american) (producție britanică)
- Friday the 13th (1980)
- Ordinary People (1980)
- Popeye (1980) (co-producție cu Walt Disney Productions)
- Atlantic City (1981) (distribuitor american)
- Dragonslayer (1981) (co-producție cu Walt Disney Productions)
- The Postman Always Rings Twice (1981) (distributie; produs de Lorimar Productions)
- Friday the 13th Part 2 (1981)
- My Bloody Valentine (1981)
- Raiders of the Lost Ark (1981) (co-producție cu Lucasfilm Ltd.)
- Reds (1981)
- An Officer and a Gentleman (1982)
- 48 Hrs. (1982)
- Star Trek II: The Wrath of Khan (1982)
- Friday the 13th Part 3 (1982)
- Airplane II: The Sequel (1982)
- Grease 2 (1982)
- The Wizard of Oz (1982 film) (1982) (Distributor de filme de anime din SUA)
- The Dead Zone (1983) (distributor)
- Still Smokin' (1983)
- Terms of Endearment (1983)
- Staying Alive (1983)
- Flashdance (1983)
- Trading Places (1983)
- Fire and Ice (1983, co-producție cu Producers Sales Organization) (distribuitor pentru America Latină și Japonia)
- Beverly Hills Cop (1984)
- Footloose (1984)
- Friday the 13th: The Final Chapter (1984)
- Indiana Jones and the Temple of Doom (1984) (co-producție cu Lucasfilm Ltd.)
- Racing with the Moon (1984)
- Star Trek III: The Search for Spock (1984)
- Witness (1985)
- Young Sherlock Holmes (1985, co-producție cu Amblin Entertainment)
- Friday the 13th: A New Beginning (1985)
- Clue (1985)
- Silver Bullet (1985)
- Blue City (1986)
- Children of a Lesser God (1986)
- Crocodile Dundee (1986, distribuție în SUA) (producție australiană)
- Ferris Bueller's Day Off (1986)
- Pretty in Pink (1986)
- Friday the 13th Part VI: Jason Lives (1986)
- Star Trek IV: The Voyage Home (1986)
- Top Gun (1986)
- Fatal Attraction (1987)
- The Untouchables (1987)
- Beverly Hills Cop II (1987)
- Planes, Trains, and Automobiles (1987)
- Hot Pursuit (1987) (primul film cu sigla 1987-2001)
- Eddie Murphy Raw (1987)
- Some Kind of Wonderful (1987) (ultimul film cu sigla 1975-87)
- The Accused (1988)
- The Presidio (1988)
- Hamlet (1988)
- Coming to America (1988)
- Crocodile Dundee II (1988, distributor)
- Friday the 13th Part VII: The New Blood (1988)
- My Life as a Dog (1988) (distribuitor american)
- Plain Clothes (1988)
- The Naked Gun (1988)
- Scrooged (1988)
- Oliver & Company (1988, co-producție cu Walt Disney Productions) (distribuitor pentru America Latină)
- Pet Sematary (1989)
- Black Rain (1989)
- Harlem Nights (1989)
- We're No Angels (1989)
- Cousins (1989)
- Shirley Valentine (1989) (distribuitor) (producție britanică)
- Indiana Jones and the Last Crusade (1989) (co-producție cu Lucasfilm Ltd.)
- Star Trek V: The Final Frontier (1989)
- Friday the 13th Part VIII: Jason Takes Manhattan (1989)
- Major League (1989, distribuție în SUA)

### Anii 1990
- Days of Thunder (1990)
- Ghost (1990)
- Another 48 Hrs. (1990)
- The Hunt for Red October (1990)
- The Godfather Part III (1990)
- The Addams Family (1991, co-producție cu Orion Pictures)
- The Butcher's Wife (1991)
- Dead Again (1991)
- Frankie and Johnny (1991)
- Star Trek VI: The Undiscovered Country (1991)
- The Naked Gun 2½: The Smell of Fear (1991)
- Regarding Henry (1991)
- Soapdish (1991)
- 1492: Conquest of Paradise (1992)
- Patriot Games (1992)
- Wayne's World (1992)
- Pet Sematary Two (1992)
- Boomerang (1992)
- FernGully: The Last Rainforest (1992, co-producție cu Kroyer Films) (distribuitor din Japonia)
- Cool World (1992)
- Brain Donors (1992)
- Bebe's Kids (1992)
- Juice (1992)
- Bob Roberts (1992) (distribuitor, produs de Live Entertainment, Miramax Films, PolyGram Filmed Entertainment și Working Title Films)
- What's Eating Gilbert Grape (1993, co-producție cu J&M Entertainment)
- Addams Family Values (1993)
- Coneheads (1993)
- The Firm (1993)
- The Temp (1993)
- Wayne's World 2 (1993)
- Once Upon a Forest (1993, co-producție cu Hanna-Barbera) (distribuitor în Japonia)
- Indecent Proposal (1993)
- Sliver (1993)
- Naked Gun 33⅓: The Final Insult (1994)
- Forrest Gump (1994)
- Beverly Hills Cop III (1994)
- Clear and Present Danger (1994)
- Star Trek Generations (1994)
- Nobody's Fool (1994, co-producție cu Capella International)
- Andre (1994, co-producție cu The Kushner-Locke Company)
- Lassie (1994)
- I.Q. (1994)
- Intersection (1994)
- The Pagemaster (1995, co-producție cu Turner Feature Animation) (distribuitor din Japonia)
- Braveheart (1995) (distribuitor din SUA)
- The Indian in the Cupboard (1995) (co-produs cu Columbia Pictures)
- Clueless (1995)
- The Brady Bunch Movie (1995)
- Tommy Boy (1995)
- Congo (1995)
- Virtuosity (1995)
- Vampire in Brooklyn (1995)
- Home for the Holidays (1995, co-producție cu PolyGram Filmed Entertainment)
- Sabrina (1995)
- Stuart Saves His Family (1995)
- Primal Fear (1996, co-producție cu Rysher Entertainment)
- Black Sheep (1996)
- Beavis and Butt-head Do America (1996, co-producție cu The Geffen Film Company și MTV Films)
- Harriet the Spy (1996) (cu Nickelodeon Movies)
- Escape From L.A. (1996, co-producție cu Rysher Entertainment)
- Mission: Impossible (1996)
- The First Wives Club (1996)
- Brain Candy (1996)
- The Ghost and the Darkness (1996)
- Dear God (1996)
- A Very Brady Sequel (1996)
- Star Trek: First Contact (1996)
- The Evening Star (1996, co-producție cu Rysher Entertainment)
- The Phantom (1996)
- Mother (1996)
- The Relic (1997, co-producție cu PolyGram Filmed Entertainment)
- Face/Off (1997, co-producție cu Touchstone Pictures)
- Good Burger (1997) (cu Nickelodeon Movies)
- Breakdown (1997, co-producție cu Spelling Films)
- 'Til There Was You (1997, coproducție cu Lakeshore Entertainment)
- In & Out (1997, co-producție cu Spelling Films)
- Night Falls on Manhattan (1997, co-producție cu Spelling Films)
- The Saint (1997, co-producție cu Rysher Entertainment)
- Kiss the Girls (1997, co-producție cu Rysher Entertainment)
- The Rainmaker (1997)
- Event Horizon (1997) (distributor)
- Private Parts (1997, co-producție cu Rysher Entertainment)
- Titanic (1997) (co-producție cu 20th Century Fox și Lightstorm Entertainment)
- Deep Impact (1998) (cu DreamWorks Pictures)
- Saving Private Ryan (1998) (cu DreamWorks Pictures)
- The Truman Show (1998)
- A Night at the Roxbury (1998)
- The Real Macaw (1998)
- The Rugrats Movie (1998) (și cele două continuare ale sale în 2000 și 2003) (cu Nickelodeon Movies)
- Star Trek: Insurrection (1998)
- Pippi Longstocking (1998, co-producție cu Nelvana) (distribuitor pentru America Latină)
- Snake Eyes (1998, co-producție cu Touchstone Pictures)
- Dead Man on Campus (1998) (co-producție cu MTV Films)
- Payback (1999, distribuție în SUA, Warner Bros. a predat majoritatea teritoriilor internaționale)
- Varsity Blues (film) (1999, co-producție cu MTV Films)
- 200 Cigarettes (1999, co-producție cu MTV Films)
- Election (1999, co-producție cu MTV Films)
- The Wood (1999, co-producție cu MTV Films)
- South Park: Bigger, Longer & Uncut (1999) (co-producție cu Warner Bros. și Comedy Central Films)
- The General's Daughter (1999)
- Bringing Out the Dead (1999, co-producție cu Touchstone Pictures)
- Runaway Bride (1999, co-producție cu Touchstone Pictures și Interscope Communications)
- Superstar (1999)
- A Simple Plan (1999)
- Sleepy Hollow (1999) (co-producție cu Mandalay Pictures)
- Angela's Ashes (1999) (co-producție cu Universal Pictures)
- The Talented Mr. Ripley (1999) (co-producție cu Miramax Films)
- Double Jeopardy (1999)

### Anii 2000
Pentru lansările Paramount Vantage/Classics și filmele live-action DreamWorks distribuite de Paramount, consultați acele articole
- Snow Day (2000) (co-producție cu Nickelodeon Movies)
- Rules of Engagement (2000)
- Shaft (2000)
- What Women Want (2000, co-producție cu Icon Productions)
- Rugrats in Paris: The Movie (2000) (co-producție cu Nickelodeon Movies)
- Lucky Numbers (2000, co-producție cu StudioCanal)
- Mission: Impossible II (2000)
- The Original Kings of Comedy (2000) (co-producție cu MTV Films)
- Jimmy Neutron: Boy Genius (2001) (co-producție cu Nickelodeon Movies). (ultimul film cu sigla 1987-2001)
- Save the Last Dance (2001) (co-producție cu MTV Films)
- Rat Race (2001) (co-producție cu Fireworks Pictures)
- Crocodile Dundee in Los Angeles (2001, distribuție în SUA)
- Along Came a Spider (2001)
- Down to Earth (2001) (co-producție cu Village Roadshow Pictures)
- Enemy at the Gates (2001) (co-producție cu Mandalay Pictures)
- Lara Croft: Tomb Raider (2001) (Bazat pe jocurile video) (distribuitor) (co-producție cu Mutual Film Company și Eidos Interactive)
- The Score (2001) (co-producție cu Mandalay Pictures)
- Zoolander (2001) (co-producție cu Village Roadshow Pictures și VH1 Films)
- Vanilla Sky (2001)
- Pootie Tang (2001) (co-producție cu MTV Films)
- Domestic Disturbance (2001)
- Hardball (2001) (co-producție cu Fireworks Pictures)
- Abandon (2002, co-producție cu Spyglass Entertainment)
- Orange County (2002) (co-producție cu MTV Films) (primul film cu logo-ul actual)
- We Were Soldiers (2002, co-producție cu Icon Productions)
- Crossroads (2002) (co-producție cu MTV Films)
- Clockstoppers (2002) (co-producție cu Nickelodeon Movies)
- Changing Lanes (2002)
- The Jack the Kangaroo Movie (2002) (co-producție cu Nickelodeon Movies)
- Hey Arnold!: The Movie (2002) (co-producție cu Nickelodeon Movies)
- The Sum of All Fears (2002)
- The Hours (2002, co-producție cu Miramax Films)
- K-19: The Widowmaker (2002, co-producție cu Intermedia Films și National Geographic Feature Films)
- Jackass: The Movie (2002) (co-producție cu MTV Films)
- Star Trek Nemesis (2002)
- The Wild Thornberrys Movie (2002) (co-producție cu Nickelodeon Movies)
- How to Lose a Guy in 10 Days (2003)
- School of Rock (2003)
- Rugrats Go Wild! (2003) (co-producție cu Nickelodeon Movies)
- The Fighting Temptations (2003) (co-producție cu MTV Films)
- Lara Croft Tomb Raider: The Cradle of Life (2003) (co-producție cu Mutual Film Company și Eidos Interactive)
- The Italian Job (2003)
- Paycheck (2003, coproducție cu DreamWorks Pictures)
- Timeline (2003)
- Tupac: Resurrection (2003) (co-producție cu MTV Films)
- The Manchurian Candidate (2004)
- The Stepford Wives (2004, co-producție cu DreamWorks)
- Team America: World Police (2004)
- Mean Girls (2004)
- The SpongeBob SquarePants Movie (2004) (co-producție cu Nickelodeon Movies)
- Lemony Snicket's A Series of Unfortunate Events (2004) (co-producție cu Dreamworks SKG și Nickelodeon Movies)
- Napoleon Dynamite (2004) (co-producție cu Fox Searchlight Pictures și MTV Films)
- Without a Paddle (2004)
- Collateral (2004) (co-producție cu DreamWorks Pictures)
- Sky Captain and the World of Tomorrow (2004) (distributor)
- Alfie (2004)
- The Perfect Score (2004, co-producție cu MTV Films și Spyglass Entertainment)
- Elizabethtown (2005)
- Coach Carter (2005) (co-producție cu MTV Films)
- The Honeymooners (2005)
- Războiul Lumilor (2005) (co-producție cu DreamWorks Pictures și Amblin Entertainment)
- The Longest Yard (2005) (co-producție cu Columbia Pictures, Happy Madison Productions și MTV Films)
- The Weather Man (2005)
- Yours, Mine and Ours (2005) (co-producție cu Metro-Goldwyn-Mayer, Nickelodeon Movies și Columbia Pictures)
- Four Brothers (2005)
- Sahara (2005) (co-producție cu Bristol Bay Productions)
- Get Rich or Die Tryin' (2005) (co-producție cu Interscope Records, Shady Records, Aftermath Entertainment și MTV Films)
- Bad News Bears (2005) (remake al filmului din 1976)
- Aeon Flux (2005) (co-producție cu Lakeshore Entertainment și MTV Films)
- Failure to Launch (2006)
- Last Holiday (2006)
- Mission: Impossible III (2006)
- Over the Hedge (2006) (numai distribuitor; produs de DreamWorks Animation)
- Nacho Libre (2006) (co-producție cu Nickelodeon Movies)
- Barnyard (2006) (co-producție cu Nickelodeon Movies)
- World Trade Center (2006)
- Flushed Away (2006) (numai distribuitor; produs de DreamWorks Animation și Aardman Animation)
- Charlotte's Web (2006) (co-producție cu Walden Media, The Kerner Entertainment Company și Nickelodeon Movies)
- Jackass Number Two (2006) (co-producție cu MTV Films)
- Dreamgirls (2006) (co-producție cu DreamWorks Pictures)
- Freedom Writers (2007) (co-producție cu MTV Films)

- Reno 911!: Miami (co-producție cu 20th Century Fox, Comedy Central Films și Jersey Films)
- Zodiac (co-producție cu Warner Bros.)
- Shooter
- Next (distribuitor; produs de Revolution Studios, Initial Entertainment Group, Saturn Films și Virtual Studios)
- Shrek the Third (distribuitor; produs de DreamWorks Animation)
- Transformers (co-producție cu DreamWorks Pictures și Hasbro)
- Hot Rod
- Stardust
- Bee Movie (distribuitor; produs de DreamWorks Animation)
- Beowulf (distribuție în SUA, produsă de Shangri-La Entertainment și ImageMovers, distribuită în afara SUA de Warner Bros.)
- Cloverfield

- The Spiderwick Chronicles (co-producție cu Nickelodeon Movies)
- Drillbit Taylor
- Stop-Loss (co-producție cu MTV Films)
- Iron Man (co-producție cu Marvel Entertainment)
- Indiana Jones and the Kingdom of the Crystal Skull (co-producție cu Lucasfilm Ltd.)
- Kung Fu Panda (distribuitor; produs de DreamWorks Animation)
- The Love Guru
- Madagascar: Escape 2 Africa (distribuitor; produs de DreamWorks Animation)
- The Curious Case of Benjamin Button
- Friday the 13th (co-producție cu New Line Cinema și Platinum Dunes)

- Watchmen (co-producție cu Warner Bros. Pictures, Legendary Pictures și DC Comics)
- Monsters vs. Aliens (distribuitor; produs de DreamWorks Animation)
- Star Trek
- Dance Flick
- Imagine That
- Transformers: Revenge of the Fallen (co-producție cu DreamWorks Pictures și Hasbro)
- G.I. Joe: The Rise of Cobra (co-producție cu Spyglass Entertainment și Hasbro)
- The Lovely Bones (produs de DreamWorks Pictures, FilmFour și WingNut Films)

### Anii 2010
- Iron Man 2 (co-producție cu Marvel Entertainment)
- Shrek Forever After (distribuitor; produs de DreamWorks Animation)
- The Last Airbender (co-producție cu Nickelodeon Movies, Blinding Edge Pictures și The Kennedy/Marshall Company)
- The Mighty Thor (co-producție cu Marvel Entertainment)

- Captain America: The First Avenger (co-producție cu Marvel Entertainment)
- The Adventures of Tintin: Secret of the Unicorn (co-producție cu Columbia Pictures, Nickelodeon Movies, Amblin Entertainment și WingNut Films)
- Kung Fu Panda 2 (doar distribuitor; produs de DreamWorks Animation)
- Super 8
- Transformers: Dark of the Moon
- Footloose
- Paranormal Activity 3
- Mission: Impossible – Ghost Protocol
- Titanic 3-D

- The Dictator
- Madagascar 3: Europe's Most Wanted (doar distribuitor; produs de DreamWorks Animation)
- Rise of the Guardians (doar distribuitor; produs de DreamWorks Animation)
- Hansel and Gretel: Witch Hunters

- Star Trek Into Darkness
- World War Z
- Interstellar

- Transformers: Age of Extinction
- Teenage Mutant Ninja Turtles
- Paranormal Activity: The Marked Ones
- Jack Ryan: Shadow Recruit
- Noah de Darren Aronofsky
- Hercules
- Selma
- Projet Almanac

- Terminator Genisys
- The SpongeBob Movie: Sponge Out of Water
- Paranormal Activity : Ghost Dimension
- Area 51
- Hot Tub Time Machine 2
- 13 Hours

- Teenage Mutant Ninja Turtles 2
- 10 Cloverfield Lane
- Star Trek Beyond
- Jack Reacher: Never Go Back
- Alliés
- Monster Trucks

- xXx : Return of Xander Cage
- Rings
- Ghost in the Shell
- Baywatch
- Transformers: The Last Knight
- Sleepless
- Mother!
- Suburbicon
- The Cloverfield Paradox

- Sherlock Gnomes
- Death Wish
- A Quiet Place
- Action Point de Tim Kirkby
- Mission: Impossible – Fallout
- Overlord
- Bumblebee
- Ben is Back

- Apprentis Parents
- Simetierre
- Rocketman
- Crawl
- Terminator: Dark Fate
- Dora and the Lost City of Gold
- Gemini Man

### Anii 2020
- Sonic the Hedgehog
- Without Remorse
- Top Gun: Maverick
- Transformers: Ascensiunea bestiilor
- Transformers Unu
- Gladiatorul II